# Mirena (agence)
Pour les articles homonymes, voir Mirena.
La Mirena est la Mission régionale pour l'emploi (MIRE) des arrondissements de Namur et Dinant, en  Belgique. Il y a onze MIRE en Wallonie, ayant chacune leur propre territoire d’action. Ce dispositif est spécifique à la Région wallonne puisqu'il n'en existe ni à Bruxelles ni en Flandre. Un décret du gouvernement wallon de 2009 a institué l'InterMire, une association de soutien et d’appui aux MIRE.

## Historique

### 1995 - 2000
La Mission régionale pour l'emploi des arrondissements de Namur et Dinant voit le jour en 1995. L’initiative vient du Comité subrégional de l’emploi et de la formation (CSEF), des partenaires sociaux, du Forem et de l’Agence wallonne pour l’Intégration des Personnes handicapées, appelée aujourd'hui AViQ. Les communes, les centres publics d’action sociale (CPAS), les établissements d’enseignement professionnel et les associations sans but lucratif (ASBL) agréées en matière de formation et d’insertion professionnelle y furent associés[réf. souhaitée].

### 2000 - 2010
Dix ans plus tard, en 2003, un nouveau directeur arrive au sein de la mission. Luc Demeester introduit une nouvelle méthode d’accompagnement : le jobcoaching. L'ASBL connait alors une véritable dynamique de croissance[réf. souhaitée]. Au cours de ses missions, elle accompagne les demandeurs d’emploi dans leurs démarches de recherche. Elle propose un accompagnement (jobcoaching) individuel ou collectif complété par la prospection des entreprises de la région à la recherche de postes disponibles pour son public.
En 2007, la Mirena est réorganisée avec l’introduction du principe de travail organisé en plateformes sectorielles. Les jobcoaches se spécialisent dans un secteur pour accompagner au mieux les candidats[réf. souhaitée].
En 2008, les personnes suivies sont au nombre de 1 400, avec 824 contrats de travail signés.
Avec la volonté de se rapprocher de son public, la Mirena installe, fin mai 2009, un nouveau bureau au centre-ville de Namur et présente le plan Relance, dans le but, explique Maxime Prévot de « mobiliser ces populations en mal de trouver du travail faute de qualification, de les remettre en selle, de provoquer l'étincelle. Selon L'Avenir, « Reconnue par la Région wallonne comme agence d'insertion, la Mirena [avec des services gratuits] poursuit les objectifs qu'elle s'est toujours imposés : d'une part accompagner intensivement et personnellement les demandeurs d'emploi jusqu'à l'obtention d'un emploi et les suivre durant le travail ; d'autre part, assister les entreprises dans le recrutement de leur personnel ». En 2008 45 personnes ont accompagné les demandeurs d'emploi dans leur formation et leurs recherches ».

### 2010 - 2020
2012 est une année de changement, elle marque le départ de Luc Demeester, remplacé à la direction de l'ASBL par Sandrine Everard[réf. souhaitée].
En août 2012, le journal La Meuse rapporte que beaucoup de demandeurs ne trouvent pas d'emploi malgré l'importante diffusion d'offres, et La Mirena lance donc un appel en insistant sur « l’importance de répondre à ces offres “surtout dans un contexte socio-économique incertain” ».
En 2013, 50 % des 1 200 personnes dont s'occupe l'association a moins de 30 ans — 30 % n'ont pas 25 ans.
En novembre 2015, la Mission régionale de Namur (Mirena) fête ses 20 ans. En 20 ans le monde du travail a considérablement évolué et la Mirena a remis en question ses pratiques d’accompagnement pour répondre du mieux possible aux besoins des candidats et pour leur apporter un soutien plus efficient. Le 13, Éliane Tillieux, ministre wallonne de la Santé, de l’Action sociale et de l’Égalité des Chances, est présente.
À cette occasion, la question de l'accès au monde du travail des migrants réfugiés est abordée avec l'annonce de nouveaux moyens financiers mis en place : « On ne part pas de rien, il y a déjà aujourd'hui des moyens financiers vers les opérateurs, spécialement pour accueillir les migrants, on ne fait qu'augmenter l'enveloppe et on le fera évidemment progressivement en fonction de l'afflux des migrants vers le territoire wallon », précise Éliane Tillieux. La présidente de la Mission, Fabienne Tinant, plaide pour la simplification administrative : « La charge administrative est énorme et le temps consacré à cela par le personnel n'est pas consacré aux demandeurs d'emploi ni aux entreprises. Et je pense que la Région wallonne n'a pas les moyens de s'offrir une lourdeur administrative… ».
En un peu plus de 20 ans, la Mirena a accompagné 8 360 personnes et inséré plus de 3 600 candidats dans des emplois durables et de qualité (au sens du décret du 11 mars 2004).
Sur les dix dernières années, elle a permis de signer près de 10 000 contrats de travail, sans compter les emplois non valorisables tels que les PTP (Programme de transition professionnelle), article 60 (contrat du CPAS), CAP (Contrat d’adaptation professionnelle de l’AViQ), RAC (Régime d’apprentissage de la construction), etc. Ces emplois tremplins étant déjà subsidiés, la Mirena ne peut recevoir de financement[réf. souhaitée].

## Missions
La Mirena, « reconnue par la Région wallonne comme agence d'insertion », a deux missions :
- accompagner des demandeurs d’emploi dans leur recherche d'un travail
- prospecter des employeurs potentiels et les aider dans la sélection et le recrutement de candidats.

Elle accompagne les candidats dans les secteurs de : l'administration, l'aide aux Personnes, la construction, l'horeca, l'industrie, le nettoyage et la vente.

## Pouvoirs subsidiants
La Mirena est une association sans but lucratif (ASBL) financée par le Service public de Wallonie, le FOREM et le Fonds social européen (FSE) sur base de ses résultats de mise à l’emploi. Ce sont ses principaux pouvoirs subsidiants. Chaque année, en fonction du montant de la subvention et du nombre d'équivalent temps plein, des objectifs quantitatifs d'accompagnement et d'insertion sont définis dans un plan d'actions. Ses services d'accompagnement et de recrutement sont entièrement gratuits.[réf. nécessaire]